# Paul Brady

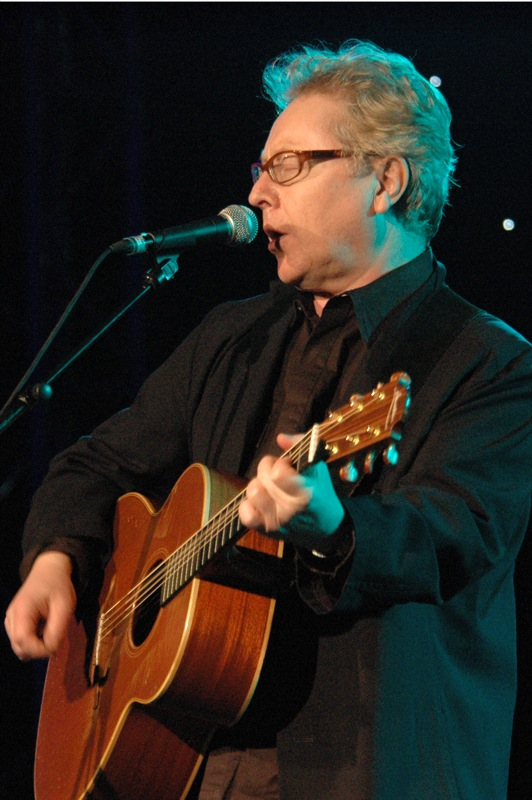
Paul Brady

Paul Joseph Brady (Strabane, 19 mei 1947) is een Noord-Iers zanger en songwriter.

## Levensloop
Op zestienjarige leeftijd begon Brady op te treden als pianist in een hotel in Donegal. Hij trad ook op tot 1974 met The Johnstons als gitarist en zanger. In 1976 ontstond zijn bekende album Andy Irvine & Paul Brady, dat hij nu als zijn beste album beschouwt. Hij was betrokken bij diverse muziekstijlen. In 2002 bracht hij Gaelic songs in de film Cremaster 3 van Matthew Barney.

## Discografie
- Andy Irvine & Paul Brady (1976)
- My love is in America, met Paddy Reynolds (1977)
- Welcome Here Kind Stranger (1978)
- Hard Station (1981)
- True for You (1983)
- Back to the Centre (1985)
- Full Moon (1986)
- Primitive Dance (1987)
- Trick or Treat (1991)
- Songs & Crazy Dreams (Compilatie) (1992)
- Irish Fiddle and Guitar, met Andy McGann (1992)
- Spirits Colliding (1995)
- It's a Hard Road to Travel, met Andy McGann, (1995)
- Nobody Knows: The Best of Paul Brady (Compilatie) (1999)
- The Crossing - Tim O'Brien (1999)
- Oh What a World (2000)
- The Liberty Tapes (2002)
- Hawana Way (2003)
- Say What You Feel (2005)
- Hooba Dooba (2010)

- Biblioteca Nacional de España: XX1788839
- Bibliothèque nationale de France: cb13935792c (data)
- Gemeinsame Normdatei: 134335031
- International Standard Name Identifier: 0000 0000 7826 2554
- Library of Congress Control Number: n92073797
- MusicBrainz: acaf8e9d-3b29-4bcc-9f8a-761e6d2deca7
- Nederlandse Thesaurus van Auteursnamen: 071968962
- Système universitaire de documentation: 236112708
- Virtual International Authority File: 46950056
- WorldCat: E39PBJxhhD4FtJppj7xrCVjKVC